# Linkava
Linkava je řeka 2. řádu na severu Litvy v okresech Panevėžys a Kėdainiai, levý přítok Nevėžisu, do kterého se vlévá 98,3 km od jeho ústí do Němenu. Pramení 2,5 km na západ od vsi Daniūnai, 5 km jih od městečka Ramygala. Teče zpočátku k severozápadu, po několika km k jihozápadu, u vsi Pavermenys k severozápadu, po soutoku s řekou Drūlupis opět k jihozápadu, po soutoku s Gilupisem k severoseverozápadu až k ústí do Nevėžisu. Průměrný spád je 106 cm/km. Řečiště je od pramene až do soutoku s Tiltmedisem regulováno, zbytek toku je přirozený. Šířka koryta je 6–12 m, místy až 14–22 m, hloubka je 0,5–3 m, rychlost toku je 0,1 m/s. V obci Linkučiai protéká rybníkem. Od Butrimoniů spadá do regionálního parku Krekenavos regioninis parkas. 

## Přítoky
- Levé:

| Hydrologické pořadí | Řeka                         | Délka (km) | Povodí (km²) | Vzdálenost od ústí (km) | Ústí kde   | Koordináty ústí                  |
| ------------------- | ---------------------------- | ---------- | ------------ | ----------------------- | ---------- | -------------------------------- |
| 13010531            | Žiežmojus                    |            |              | 30,2                    | Pauslajys  | 55°26′4″ s. š., 24°17′44″ v. d.  |
| 13010532            | Ratlankis neboli Ratlankstis |            |              | 29,9                    | Pauslajys  | 55°25′58″ s. š., 24°17′36″ v. d. |
| 13010533            | L - 1                        |            |              | 24,5                    |            |                                  |
| 13010536            | Gilupis                      |            |              | 18,9                    | Petkūnai   | 55°26′22″ s. š., 24°11′13″ v. d. |
| 13010537            | Kreivė                       |            |              | 13,0                    | Linkaučiai | 55°28′9″ s. š., 24°8′36″ v. d.   |
|                     | Svirpupys                    |            |              |                         | Palinkuvė  | 55°28′46″ s. š., 24°7′37″ v. d.  |

- Pravé:

| Hydrologické pořadí | Řeka      | Délka (km) | Povodí (km²) | Vzdálenost od ústí (km) | Ústí kde     | Koordináty ústí                  |
| ------------------- | --------- | ---------- | ------------ | ----------------------- | ------------ | -------------------------------- |
|                     | Vermenė   |            |              |                         | Pavermenys   | 55°25′16″ s. š., 24°13′35″ v. d. |
| 13010534            | Drūlupis  |            |              | 20,5                    | Dvariškiai I | 55°27′4″ s. š., 24°12′ v. d.     |
| 13010538            | Tiltmedys |            |              | 12,4                    | Radviliškiai | 55°28′22″ s. š., 24°8′14″ v. d.  |
|                     | Sudzionas |            |              |                         | Rabikiai     | 55°30′30″ s. š., 24°7′0″ v. d.   |
| 13010539            | Josvainis |            |              | 3,8                     | Oreliai      | 55°31′35″ s. š., 24°7′10″ v. d.  |